# Playa Blanca (ort)
Playa Blanca är en ort i Spanien.   Den ligger i provinsen Provincia de Las Palmas och regionen Kanarieöarna, i den sydvästra delen av landet, 1 600 km sydväst om huvudstaden Madrid. Playa Blanca ligger 16 meter över havet och antalet invånare är 10 000. Den ligger på ön Lanzarote.
Terrängen runt Playa Blanca är platt västerut, men åt nordost är den kuperad. Havet är nära Playa Blanca åt sydväst. Närmaste större samhälle är Puerto del Carmen, 17,1 km öster om Playa Blanca. Trakten runt Playa Blanca består i huvudsak av gräsmarker.